# 本多久美子
本多 久美子（ほんだ くみこ、1961年4月7日 - ）は、日本の裁判官、弁護士。奈良弁護士会会長や、京都家庭裁判所所長を経て、大阪高等裁判所部総括判事。

## 人物・経歴
大阪府堺市出身。大阪大学法学部卒業後、1985年司法修習生。1987年弁護士登録（奈良弁護士会）。2002年奈良弁護士会会長。2007年裁判官任官、大阪高等裁判所判事。2010年大阪地方裁判所判事。2011年静岡地方裁判所判事。2014年大阪高等裁判所判事。2015年神戸地方裁判所部総括判事。2018年鳥取地方裁判所長、鳥取家庭裁判所長。2020年京都家庭裁判所長。2021年大阪高等裁判所部総括判事。

## 裁判
- 表現の不自由展かんさいにつき、抗議を受けて使用許可が取り消された事件で、指定管理者側の即時抗告を棄却した[6]。
- 大阪府立高校教諭が君が代の起立斉唱に反したところ再任用を拒否されたとして損害賠償を求めていた事件で、裁量権の逸脱があったとして請求を認めた[7]。